# 立ち去った女
『立ち去った女』（たちさったおんな、Ang Babaeng Humayo）は、ラヴ・ディアス監督・脚本・撮影・編集による2016年のフィリピンのドラマ映画である。第73回ヴェネツィア国際映画祭のコンペティション部門で上映され、最高賞である金獅子賞を獲得した。ABS-CBNの社長兼CEOに就任して以降女優休業していたチャロ・サントス＝コンチョの復帰作でもある。

## プロット
ホラシア・ソモロストロ（チャロ・サントス=コンシオ）は、彼女が犯していない犯罪で投獄された後、1997年に釈放されました。 ソモロストロは娘と再会しましたが、夫が亡くなり息子が行方不明になっていることを知りました。 彼女は物事が変わらないままであることに気づきました-エリートの力と特権。 この信念は、ソモロストロが後に彼女の元金持ちの恋人、ロドリーゴ・トリニダード（マイケル・デ・メサ）が彼女を犯罪の枠に入れた人物であると知ったときに固められました。 彼女は、トリニダードが金持ちを狙った誘拐事件のために彼の友人のように彼の家の中にとどまることを余儀なくされていることを知ります。 支配階級にとって、誘拐は国の歴史の中で最も深刻な問題です。 ソモロストロは危機の中で彼女の復讐を企て始めます。

## キャスト
- チャロ・サントス＝コンチョ（英語版）
- ジョン・ロイド・クルーズ（英語版）
- マイケル・デ・メッサ（英語版）

## 製作
『立ち去った女』は監督のラヴ・ディアスが撮影と編集を兼任した。製作はサイン・オリヴィアとシネマ・ワン・オリジナルズが行い、後者の社長のロナルド・アーゲルズが製作総指揮を務めた。上映時間は4時間を想定しており、2016年6月には既に編集作業に入っていた。
ディアスは本作がレフ・トルストイの短編小説「God Sees the Truth, But Waits」に触発されていると述べている。

## 公開
この映画は映画祭を狙って製作されたものではなかったが、ディアスは映画祭で上映するアイデアを抱いていた。2016年6月にはフィリピン国内外での上映が検討中であることが報じられた。また第42回メトロマニラ映画祭での上映も検討されていた。
2016年9月、第73回ヴェネツィア国際映画祭のコンペティション部門で上映された。アジアの映画製作会社が単独で製作した映画としては今回唯一のコンペティション入りであった。またディアスの映画が同映画祭で上映されるのは3度目であった。
『立ち去った女』は2016年のシネマ・ワン・オリジナルズ映画祭で上映された。フィリピン国内での商業上映開始日は当初は2016年9月23日に設定され、第89回アカデミー賞外国語映画賞フィリピン代表作の資格を得る予定であった。その後『ローサは密告された』がフィリピン代表作に決定すると9月28日に変更された。

## 受賞
| 賞                     | 授賞式        | 部門     | 対象           | 結果 |       |
| ---------------------- | ------------- | -------- | -------------- | ---- | ----- |
| ヴェネツィア国際映画祭 | 2016年9月10日 | 金獅子賞 | ラヴ・ディアス | 受賞 | [ 8 ] |